# Бычихин, Афанасий Алексеевич
Афана́сий Алексе́евич Бычи́хин (5 июля 1865, Бердянск, Таврическая губерния — 13 октября 1933, Одесса) — учёный, агроном, профессор Одесского сельскохозяйственного института.

## Биография
Афанасий Алексеевич Бычихин родился в семье священника в Бердянске. Поступил учиться в Бердянскую гимназию. В 1882 году Бычихин, учась в 8 классе, входил в гимназический кружок, в котором читали запрещённые книги и издавали рукописную газету «Брожение».
После окончания гимназии поступил учиться на естественное отделение физико-математического факультета Императорского Новороссийского университета. В 1887 году, на пятом семестре, был исключён из университета за участие в студенческих беспорядках, происходивших 1-2 декабря. С этого времени над ним был установлен негласный надзор. В феврале 1888 года был восстановлен в университете и с него был снят негласный надзор.
С 1890 по 1917 год Бычихин преподавал в Новороссийском университете. С 1893 года Афанасий Алексеевич стал членом Императорского общества сельского хозяйства Южной России. С 1895 по 1910 год был секретарём Императорского общества сельского хозяйства Южной России. С 1896 по 1915 год Бычихин был редактором журнала «Записки Императорского общества сельского хозяйства Южной России» (изданы 5 выпусков трудов).
С 1902 года был организатором, научным руководителем и заведующим Плотянской сельскохозяйственной опытной станцией в Подольской губернии (село Плоть в Приднестровье).
С 20 по 30 декабря 1907 года он принял участие в работе I Менделеевского съезда в Санкт-Петербурге, был в числе председателей Отделения агрохимии съезда.
С 1918 года Бычихин — преподаватель кафедры общего и частного земледелия Одесского сельскохозяйственного института.
С 1928 года магистр агрономии и профессор Одесского сельскохозяйственного института. Бычихин первый в России, кто провёл опыты по внесению минеральных удобрений на виноградниках. Он является крупным организатором опытной агрономии, автором более 90 работ по агротехнике степного земледелия, виноградарству, почвоведению, агрохимии.

## Труды
- К борьбе с оленкой (Cetonia hirta) / [А. Бычихин]. — Одесса : «Слав.» тип. Н. Хрисогелос, ценз. 1898. — 5 с.;
- Призыв садоводов и земледельцев к соединенной и усиленной борьбе с оленкою / [А. Бычихин]. — Одесса : «Слав.» тип. Н. Хрисогелос, 1899. — 9 с.;
- К опытному посеву сафлора. (Carthamus tinctorus) / [А. Бычихин]. — Одесса : «Слав.» тип. Н. Хрисогелос, ценз. 1898. — 12 с.;
- Сравнительный опыт посева озимых и яровых пшениц / [А. Бычихин]. — [Одесса] : «Слав.» тип. Е. Хрисогелос, ценз. 1904. — 16 с. : табл.;
- Некоторые особенности в ходе отдельных элементов погоды 1911 года в связи с продуктивностью культурных растений / [А. Бычихин]. — Одесса : «Слав.» тип. Е. Хрисогелос, [1912]. — 24 с. : табл.;
- Село «Поречье», Ростовского уезда, Ярославской губ. / [А. Бычихин]. — Одесса : «Славянская» тип. Н. Хрисогелос, ценз. 1897. — 16 с.;
- Настоящее положение местного огородничества и его нужды : Докл. Имп. о-ву сел. хоз-ва юж. России, прочит. в заседании 12 дек. 1897 г. / [А. Бычихин]. — [Одесса] : «Слав.» тип. Н. Хрисогелос, ценз. 1898. — 35 с.;
- Предмет и задачи университетской агрономии : Вступ. лекция прив.-доц. Имп. Новорос. ун-та А. А. Бычихина, прочит. 24 янв. 1901 г. — Одесса : «Экономическая» тип., 1901. — [2], 20 с.;
- Профессор Павел Андреевич Костычев : Крат. обзор науч. и пед. его деятельности : Речь, прочит. в собр. Имп. О-ва сел. хоз-ва юж. России 9 дек. 1895 г. секретарем О-ва А. А. Бычихиным. — Одесса : «Слав.» тип. Н. Хрисогелос, 1896. — [2], 17 с., [1] л. портр.;
- Повреждение хлебов стеблевой совкой (tapinostola musculosa Hb) : С одной хромолит. табл. : Доклад Имп. О-ву сел. хоз-ва юж. России (в заседании 30 янв. 1897 г.) секр. О-ва А. А. Бычихина. — Одесса : «Славянская» тип. Н. Хрисогелос, 1897. — [2], 16 с., [1] л. ил.;
- Общий обзор деятельности Плотянской сел.-хоз. опытной станции в 1902 году / [А. Бычихин]. — [Одесса] : «Слав.» тип. Е. Хрисогелос, ценз. 1903. — 15 с. : табл.;
- Общий обзор деятельности Плотянской сел.-хоз. опытной станции в 1903 году / [А. Бычихин]. — Одесса : «Слав.» тип. Е. Хрисогелос, ценз. 1904. — 24 с., [2] л. ил. : табл.;
- Историческая справка из жизни Императорского общества сельского хозяйства южной России в царствование Николая I : (По случаю столетия со дня рождения государя имп. Николая I) / [А. Бычихин]. — Одесса : «Слав.» тип. Н. Хрисогелос, ценз. 1896. — 13 с.;
- Майский суховей и засуха 1907 г. в связи с приемами культуры и урожаем зерновых хлебов : (По данным Плотян. с.-х. опыт. ст.) / [А. Бычихин]. — [Одесса] : «Слав.» тип. Е. Хрисогелос, [1908]. — 17 с. : табл.;
- Выписка английских мясных баранов для хозяев Новороссийского края. — [Одесса] : «Слав.» тип. Н. Хрисогелос, ценз. 1898. — 8 с.;
- Повышение урожая хлебов в многопольно-травяном севообороте, в связи с общей продуктивностью бобовых трав / А. Бычихин, прив.-доц. Имп. Новорос. ун-та. — Одесса : Плотянск. с.-х. опыт. станция, 1907. — 70, [1] с., [3] л. ил. : табл.;
- Настоящее положение местного огородничества и его нужды / [Соч.] А. А. Бычихина. — Одесса : «Слав.» тип. Н. Хрисогелос, 1898. — [4], 44 с. : табл.;
- О влиянии ветров на почву : Доложено в заседании Почв. комис. 29 янв. 1891 г. / [Соч.] А. А. Бычихина. — Санкт-Петербург : тип. В. Демакова, [1892]. — 80 с., табл.;
- Значение защитных насаждений для степной полосы : (По поводу степ. лесоразведения А. А. Де-Кариера) / [Соч.] А. А. Бычихина. — Одесса : «Слав.» тип. Н. Хрисогелос, 1893. — [4], 83 с.,
- Состояние огородничества на полях, орошаемых нечистыми водами г. Одессы, в связи с огородничеством в пределах Одесского градоначальства / [Соч.] А. А. Бычихина. — Одесса : «Слав.» тип. Н. Хрисогелос, 1894. — [4], 46 с. : табл.;
- О культуре масличного растения земляного гороха или земляной фисташки. (Arachis hypogaea L.) на юге России : С 3 рис. в тексте и одной табл. фототип. / [Соч.] А. А. Бычихина. — Одесса : «Слав.» тип. Н. Хрисогелос, 1898. — [2], 36, [1] с., 1 л. ил. : ил.;
- Общий обзор деятельности Плотянской сел.-хоз. опытной станции в 1904 году / [Соч.] А. А. Бычихина. — Одесса : «Слав.» тип. Е. Хрисогелос, ценз. 1905. — 20 с. : табл.;
- 85-летие Записок Императорского Общества сельского хозяйства Южной России. 1830—1915 гг. : К итогам [моего] двадцатилетнего ред. / [Соч.] А. А. Бычихина. — Одесса : «Слав.» тип. Е. Хрисогелос, 1916. — 16 с.;
- Основные принципы непосредственной агрономической помощи крестьянскому населению : Докл. ст. специалиста по с.-х. опыт. делу на юге России А. А. Бычихина / Сарат. обл. с.-х. совещ. — Саратов : Типо-лит. П. С. Феокритова, 1911. — [2], 22 с.;
- Общая характеристика вегетационного периода в 1908 г. в связи с результатами полевого опыта / [Соч.] Зав. Опыт. ст. А. А. Бычихина. — Одесса : «Слав.» тип. Е. Хрисогелос, [1909]. — 13 с. : табл.;
- О симметричных ди-этил и этил-метил-янтарных кислотах / [Соч.] Студента Афанасия Бычихина и Николая Зелинского. — Санкт-Петербург : тип. В. Демакова, [1889]. — 14 с.;
- Улучшенный прием обеззараживания посевных семян формалином / А. А. Бычихин, зав. Плотян. с.-х. опыт. ст. — Одесса : «Слав.» тип. Е. Хрисогелос, 1911. — 16 с. : ил.;
- Обзор десятилетних данных по изучению влияния навозного удобрения на чернозем юго-запада России / А. А. Бычихин, зав. Плотян. с.-х. опыт. ст. — Одесса : «Слав.» тип. Е. Хрисогелос, 1910. — 31 с. : табл.;
- К вопросу о мобилизации и иммобилизации фосфорной кислоты в почвенных горизонтах Плотянского чернозема / А. А. Бычихин, зав. Плотян. с.-х. опыт. ст. — Одесса : «Слав.» тип. Е. Хрисогелос, 1912. — 44 с., [4] л. ил. : ил.;
- Исследования по вопросу об обеспечении культурных растений усвояемой фосфорной кислотой на черноземе / А. А. Бычихин, зав. Плотян. с.-х. опыт. ст. — Одесса : «Слав.» тип. Е. Хрисогелос, 1913. — [4], 100 с., с 20 табл.;
- Памяти князя Павла Петровича Трубецкого, учредителя Плотянской сельско-хоз. оп. станции : Некрологи, заметки и очерки, напеч. в поврем. с.-х. прессе : С 14 ил., воспроизвед. с фот. снимков, произвед. разновременно на Опыт. станции / Собр. зав. Плотян. с.-х. опыт. ст. А. А. Бычихин. — Одесса : «Славянская» тип. Е. Хрисогелос, 1915. — [4], 32 с., [14] л. ил. : портр.;
- Проект организации исследования чернозёмных почв Херсонской, Бессарабской и друг. губ. в отношении усвояемой и легко-подвижной фосфорной кислоты, как главного фактора урожайности сельско-хоз. растений / А. А. Бычихин, зав. Плотян. с.-х. оп. ст., прив.-доц. Имп. Новорос. ун-та. — Одесса : «Слав.» тип. Е. Хрисогелос, 1913. — 15 с.;
- К вопросу о правильном уходе за озимыми посевами весной / [Соч.] А. А. Бычихина, зав. Плотян. с.-х. опыт. ст. — Одесса : «Слав.» тип. Е. Хрисогелос, 1912. — [2], 16 с.;
- Результаты опытов удобрения виноградников Бессарабии минеральными туками в 1901 г. / [Соч.] А. А. Бычихина, прив.-доц. Имп. Новорос. ун-та. — Одесса : «Слав.» тип. Н. Хрисогелос, 1902. — [2], 33 с. : ил., табл.;
- Сорта возделываемых растений и их особенности : По данным Плотян. с.-х. опыт. ст. за 1905—1904 г. / [Соч.] А. А. Бычихина, прив.-доц. Имп. Новорос. ун-та. — Одесса : «Слав.» тип. Е. Хрисогелос, 1905. — [4], 76 с., [4] л. ил., табл. : табл.;
- Наблюдения по культуре виноградной лозы в северной части виноградной зоны : По данным Плотян. с.-х. опыт. ст. за 1895—1904 г. / [Соч.] А. А. Бычихина, прив.-доц. Имп. Новорос. ун-та. — Одесса : «Слав.» тип. Е. Хрисогелос, 1905. — 43 с., [2] л. ил., план. : табл.;
- Некоторые данные по вопросу о плодородии пахотного и подпахотного горизонтов почвы : По данным Плотян. с.-х. опыт. ст. за 1895—1904 г. / [Соч.] А. А. Бычихина, прив.-доц. Имп. Новорос. ун-та. — Одесса : «Слав.» тип. Е. Хрисогелос, 1905. — [2], 20 с., [2] л. ил. : табл.;
- Вліяніе паровой обработки почвы на урожай хлебовъ / По данным южно-рус. опыт. полей сост. А. А. Бычихин, зав. Плотянск. с.-х. опыт. станцией, прив.-доц. Новороссийск. ун-та. — 2-е изд. — Одесса : [б. и.], 1919 («Славянская» типо-лит. б. Е. Хрисогелос). — 25 см.
- Сравнительная урожайность хлебов на различных видах паровой обработки : К вопросу о выяснении основ полевой культуры в степ. полосе / По данным южно-рус. опыт. полей сост. А. А. Бычихин, прив.-доц. Имп. Новорос. ун-та, зав. Плотян. опыт. ст. — Одесса : «Слав.» тип. Е. Хрисогелос, 1909. — 57 с. : табл.;
- Опыты культуры различных сортов оз. и яр. пшеницы в 1904 г. и их качественная оценка / [Соч.] А. А. Бычихина, зав. Плотян. с.-х. опыт. ст., прив.-доц. Имп. Новорос. ун-та. — Одесса : «Слав.» тип. Е. Хрисогелос, 1905. — [2], 24 с. : табл.;
- Вліяніе паровой обработки почвы на урожай хлебовъ / По данным южно-рус. опыт. полей сост. А. А. Бычихин, зав. Плотянск. с.-х. опыт. станцией, прив.-доц. Новороссийск. ун-та. — 2-е изд. — Одесса : [б. и.], 1919 («Славянская» типо-лит. б. Е. Хрисогелос). — 25 см.

Вып. 1. — 1919. — 60 с.
- Штутцер, Альберт (Stutzer, Albert). Деятельность бактерий в навозе / Пер. с нем. Ан. и Аф. Бычихины; Проф. А. Штутцер. — Одесса : «Славянская» тип. Н. Хрисогелос, 1900. — [4], 32 с.;
- Мюнтц, Ашиль Шарль. Культура и удобрение виноградников и экономические условия виноделия во Франции : (Les vignes. Recherches experimentales sur leur culture et leur explòitation) : Пер. с фр. / Проф. А. Мюнтц; Под ред. А. А. Бычихина. — Одесса : «Слав.» тип. Н. Хрисогелос, 1897. — [2], II, II, 44 с.;
- Вольни, Мартин Эвальд. Физические свойства почвы / Эвальд Вольни, проф. Высш. техн. шк. в Мюнхене; Пер. с фр. А. А. Бычихина. — Одесса : «Славян.» тип. Н. Хрисогелос, 1896. — [2], II, 22 с.;
- Зелинский, Николай Дмитриевич (1861—1953). О продуктах реакции цианистого калия на α-галоидо-замещенные эфиры жирных кислот / [Соч.] Николая Зелинского и ст. Афанасия Бычихина; Из хим. лаборатории Новоросс. ун-та. — Санкт-Петербург : тип. В. Демакова, [1889]. — 19 с.;
- Меркер, Макс Генрих[1] (Maercker, Max Heinrich). Американское сельское хозяйство и сельскохозяйственные опытные станции и учебные заведения / Макс Меркер, проф. Ун-та и дир. С.-х. опыт. ст. в Галлэ; Пер. с нем. [и введ.] Ан. и Аф. Бычихины. — Одесса : «Славян.» тип. Н. Хрисогелос, 1896. — VIII, 77 с.;
- Мюнтц, Ашиль Шарль. Исследование кормового значения люцерны / А. Мюнц и А. Жирар; Пер. с фр. под ред. А. А. Бычихина. — Одесса : «Слав.» тип. Н. Хрисогелос, 1898. — 40 с.;
- Шусмит, Вернон Морель (англ. Shoesmith, Vernon Morelle, 1876—1970). Приемы выбора, оценки и селекции семенной кукурузы, предложенные Канзасской сельскохоз. опытной станцией в Сев. Америке : Пер.-извлеч. с англ. [ст. «The Study of Corn. Шусмиза»][2] П. Бечаснова / Под ред., с предисл. и прил. А. Бычихина, зав. Плотян. с.-х. опыт. станцией. — Одесса : «Слав.» тип. Е. Хрисогелос, 1910. — [2], 32 с.;
- Вагнер, Пауль (Wagner, Paul). Применение искусственных удобрений / Проф. д-р Пауль Вагнер, дир. С.-х. оп. ст. в Дармштадте, в Германии; Под ред. А. А. Бычихина, прив.-доц. Имп. Новорос. ун-та; Пер. с нем. Э. Ф. Земеля. — Одесса : Изд. Агр. бюро для распространения рацион. искусств. удобрения в России, 1901. — [2], II, IV, 102 с.;
- Плотянская с.-х. опытная станция кн. П. П. Трубецкого (Подольск. губ.). Отчет по опытному и показательному полям Плотянской сельскохозяйственной опытной станции князя П. П. Трубецкого… — Одесса, 1902—1913. — 25.
- К разработке вопроса об агрономическом факультете при Одесском университете. — Одесса : «Славянская» тип. Е. Хрисогелос, [1913]. — 3 с. ;
- Некоторые данные по влиянию электрического тока высокого напряжения на виноградную лозу / А. Бычихин, З. Локуцеевский и А. Погибка. — Одесса : «Слав.» тип. Е. Хрисогелос, 1904. — 21 с. : ил. ;
- Дюмин Н. В. Кукуруза, её возделывание и использование / Сост. агр. Н. В. Дюмин; Под ред. и с предисл. проф. А. А. Бычихина Николаев. губ. зем. отд. — Одесса : Николаев. губземотд., 1922. — 54, [2] с. ;